# Італійський форум
Італійський форум (італ. Foro Italico, раніше — Форум Муссоліні (італ. Foro Mussolini)) — монументальний спортивний комплекс у Римі, зведений у 1928—1938. Використовувався для залучення до фізичної культури членів воєнізованої молодіжної організації фашистської партії Opera Nazionale Balilla. Комплекс побудований у зв'язку з тим, що Італія, за ініціативою Беніто Муссоліні, подала заявку на проведення літніх Олімпійських ігор 1940, проте право на проведення ігор отримала Японія. Після Другої світової війни комплекс перейменували на Foro Italico. У цьому комплексі відбулись численні спортивні змагання світового рівня, такі як літні Олімпійські ігри 1960, чемпіонат світу з футболу 1990 та чемпіонат світу з водних видів спорту 2009.

## Розташування
Комплекс побудований біля підніжжя Монте-Маріо, поряд з побудованим тоді ж Палаццо делла Фарнезіна (італ. Palazzo della Farnesina) (у той час мав назву Палаццо дель Літторіо) (італ. Palazzo del Littorio)). Комплекс включає Олімпійський стадіон, Мармуровий стадіон, біля якого вишикувалися статуї спортсменів героїчного вигляду, басейн, тенісні корти, обеліск Муссоліні, площа Імперії (італ. Piazzale del Impero) з мармуровим фонтаном. Шлях до Олімпійського стадіону проходить кам'яним мостом Понте Дука д'Аоста через Тибр. На одній осі збудовано стадіон, міст через Тибр, обеліск Муссоліні. По дорозі, в центрі, збудовано фонтан з великою мозаїкою, також мозаїками викладено шлях до обеліска.
Є типовим прикладом використання спорту для пропаганди ідей фашизму.
Італійські фашисти ідеалізували давні традиції створення римської архітектури. В Італії стиль будівництва монументальних будівель, таких як форуми, арки, монументальні статуї йде з тих часів. Форум Муссоліні, розташований на берегах Тібру, найбільш пряме вираження цих ідей з новозбудованих споруд. У цих теперішніх будівлях Італії збереглися фашистські символи. Тут збудовані нові спортивні арени, де були розміщені монументальні скульптури з карарського мармуру. Безпосередньо на класичні моделі побудови форуму спирається обеліск Муссоліні, розташований у центрі форуму. Крім монументальних статуй, на стінах і підлогах викладені великі кольорові мозаїки образного зображення людей і тварин. У мозаїчній підлозі й по сьогодні є написи DVCE (Вождь), DVCE A NOI (Наш дуче), MOLTI NEMICI MOLTO ONORE («Багато ворогів, багато честі») та DVCE LA NOSTRA GIOVINEZZA A VOI DEDICHIAMO («Дуче, нашу юність Вам присвячуємо»).

## Історія архітектури
Спроєктований Енріко дель Дебіо та Луїджі Моретті. Використання каррарського мармуру пов'язане зі святковими днями фашистського режиму. 4 листопада 1932 після святкування десятої річниці маршу на Рим Дуче відкрито першу групу будівель: Палац Академії Фашизму (Palazzo dell'Accademia Fascista), Обеліск Муссоліні та Стадіон дей Мармо. 9 травня 1937, в першу річницю від дня заснування фашистської імперії Муссоліні відкрив Палаццо делле Терме (Palazzo delle Terme), площу Імперії, Арсенал (Casa delle Arme) та Олімпійський стадіон. 15 грудня 1938 будівництво спортивного комплексу офіційно завершено. Приблизно в цей же час поряд почалося будівництво Палаццо дель Літторіо, місце для штаб-квартири фашистської партії, в якому нині перебуває Міністерство закордонних справ Італії.

Будівництво кам'яного мосту Дука д'Аоста через Тибр довжиною 220 м та шириною 30 м, за проєктом архітектора Вінченцо Фасоло, завершено у 1939—1942, що забезпечило прямий доступ до форуму. На пілонах мосту розташовані барельєфи із зображенням сцен битв Першої світової війни.

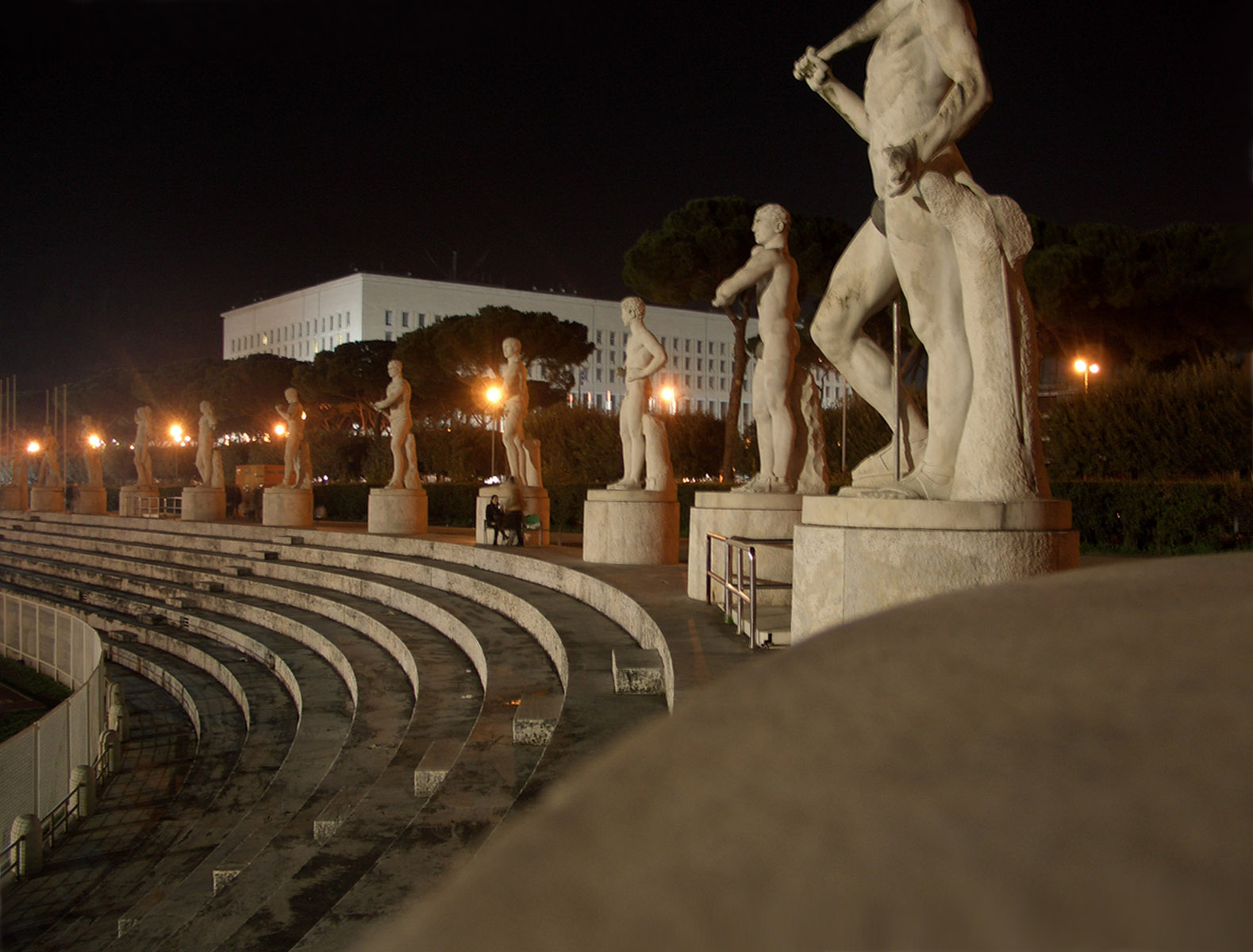
Вид на мармуровий стадіон та скульптури
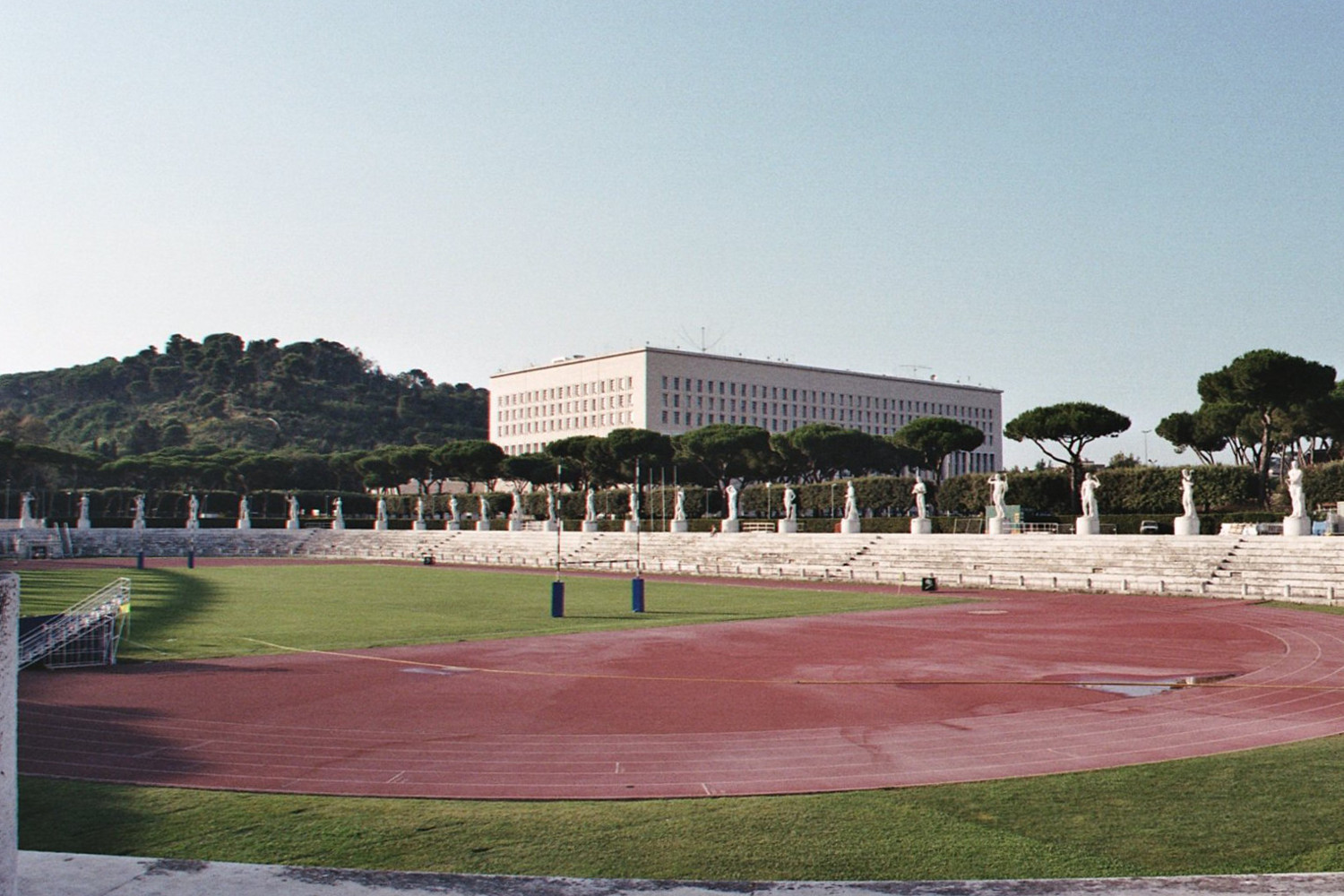
Мармуровий стадіон
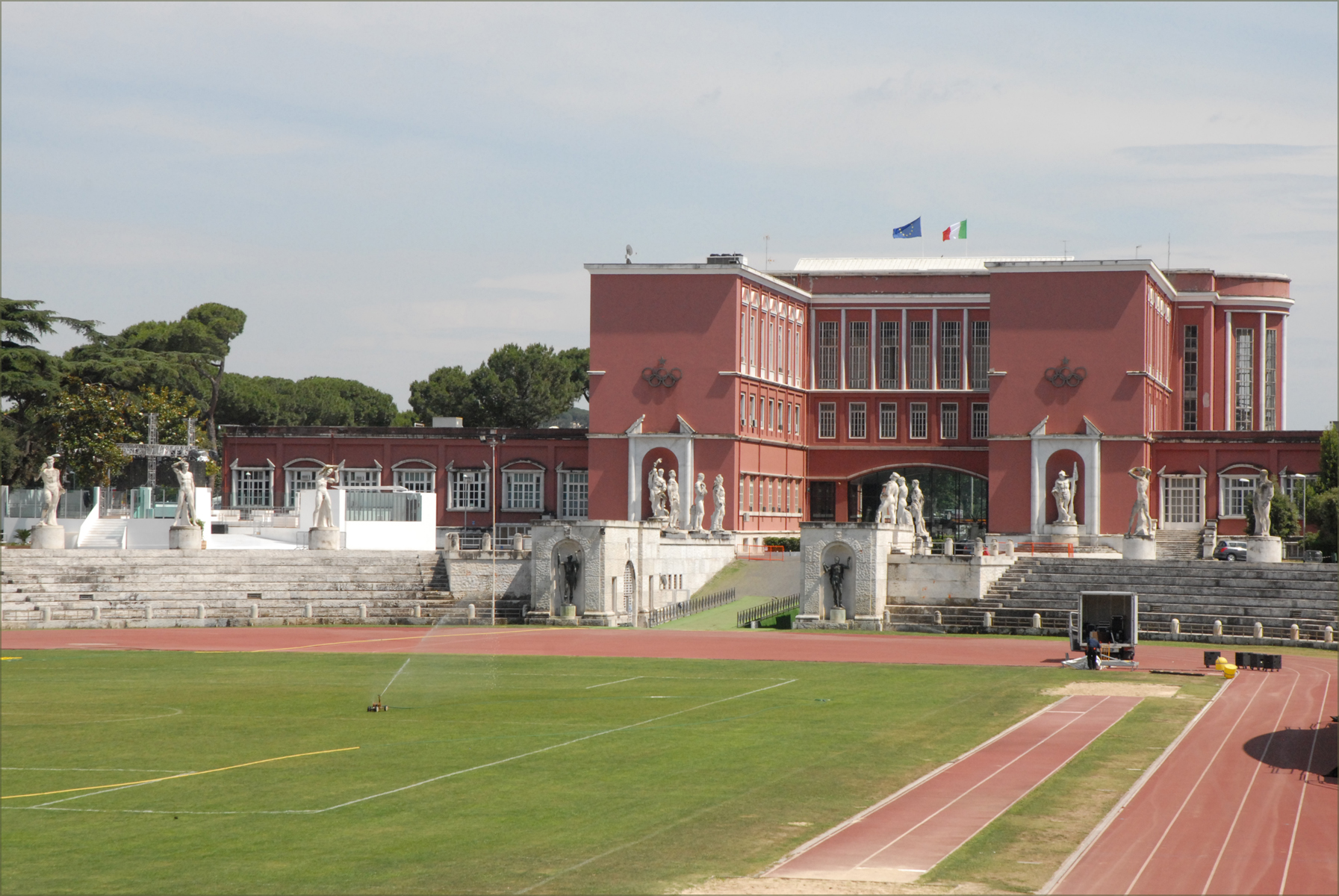
Мармуровий стадіон будівлі олімпійського комітету Італії
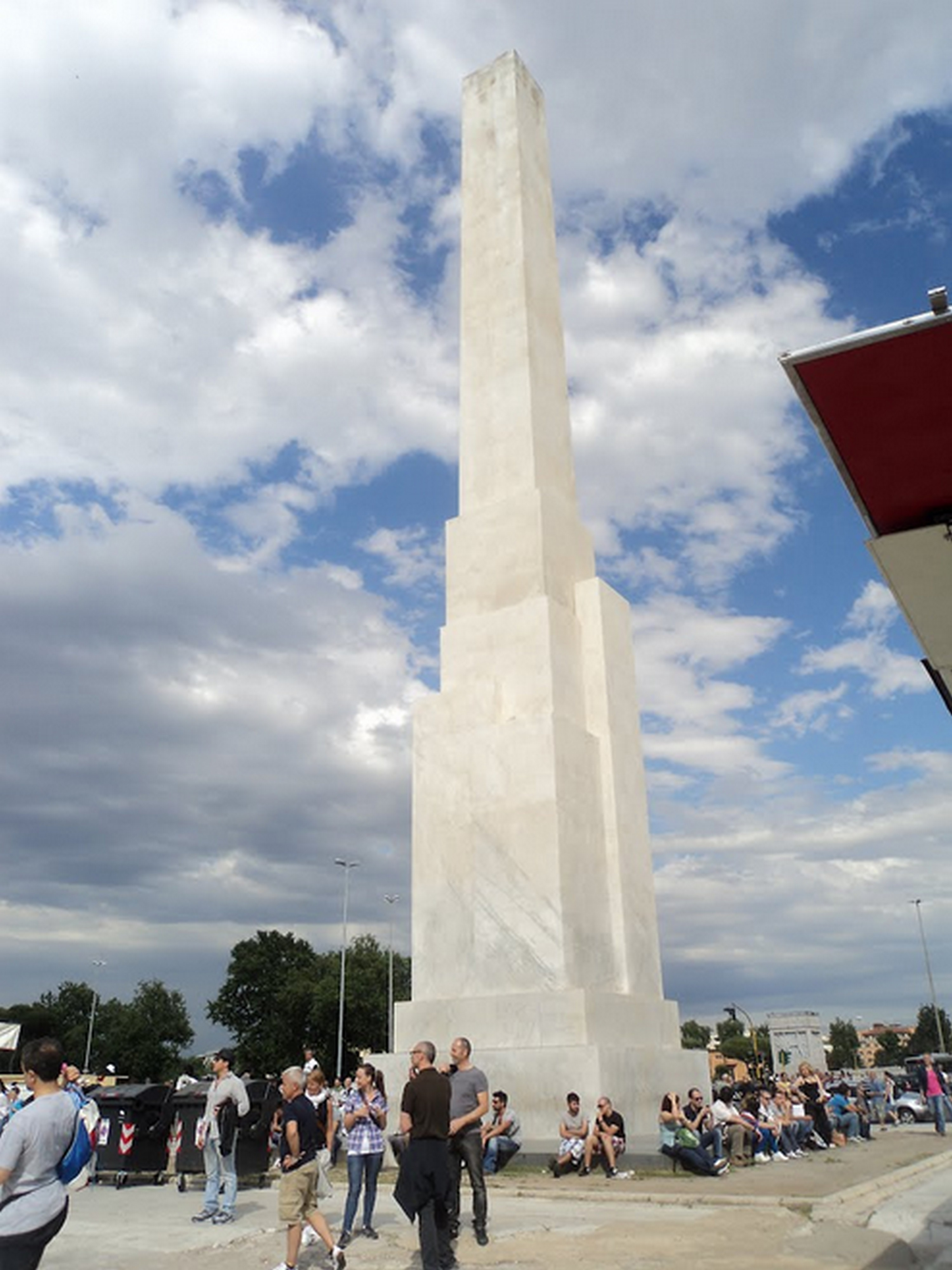
Обеліск Муссоліні у центрі Форуму Італії

## Спортивні змагання, що відбулись у форумі
- З 1949 року на тенісних кортах проводиться Відкритий чемпіонат Італії з тенісу .
- Літні Олімпійські ігри 1960
- Чемпіонат Європи з футболу 1968
- Чемпіонат Європи з легкої атлетики 1974
- Чемпіонат Європи з футболу 1980
- Чемпіонат Європи з водних видів спорту 1983
- Чемпіонат світу з легкої атлетики 1987
- Чемпіонат світу з футболу 1990
- Чемпіонат світу з водних видів спорту 1994
- Чемпіонат світу з водних видів спорту 2009